# Kremlin Cup 2004
Der Kremlin Cup 2004 war ein Tennisturnier der WTA Tour 2004 für Damen und ein Tennisturnier der ATP Tour 2004 für Herren im Olimpijski in Moskau, beide fanden zeitgleich vom 9. bis zum 17. Oktober 2004 statt.